# Zala Kralj & Gašper Šantl

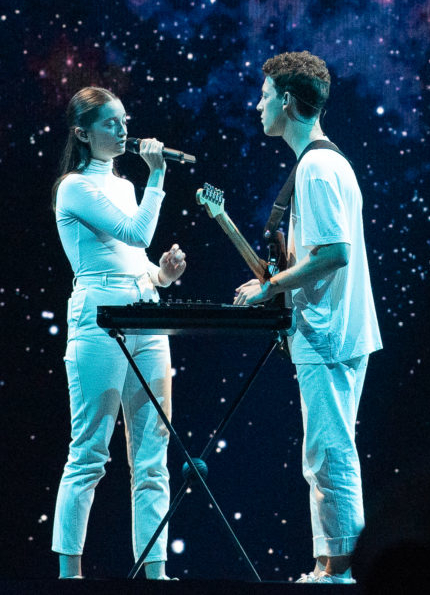
Zala Kralj & Gašper Šantl maj 2019.

Zala Kralj & Gašper Šantl är en slovensk musikduo som representerade Slovenien i Eurovision Song Contest 2019 med låten "Sebi"